# تراي كننغهام
تراي كننغهام (مواليد 26 أغسطس 1998) هو لاعب ألعاب قوى متخصص في سباق 110 متر حواجز، حصل على الميدالية الفضية في سباق 110 متر موانع في بطولة العالم لألعاب القوى 2022.